# Kansas City Royals

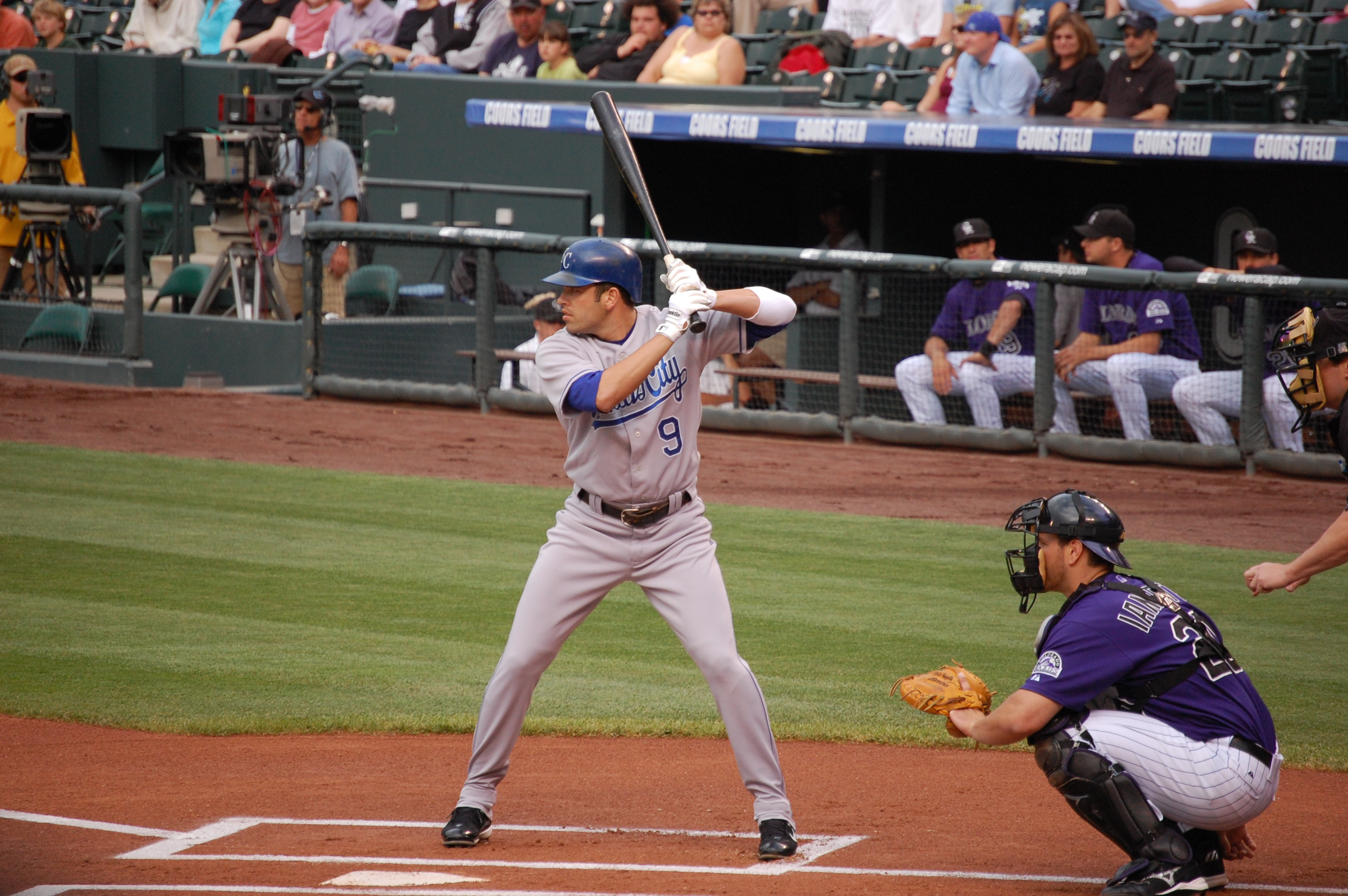
Pálkař týmu Kansas City Royals

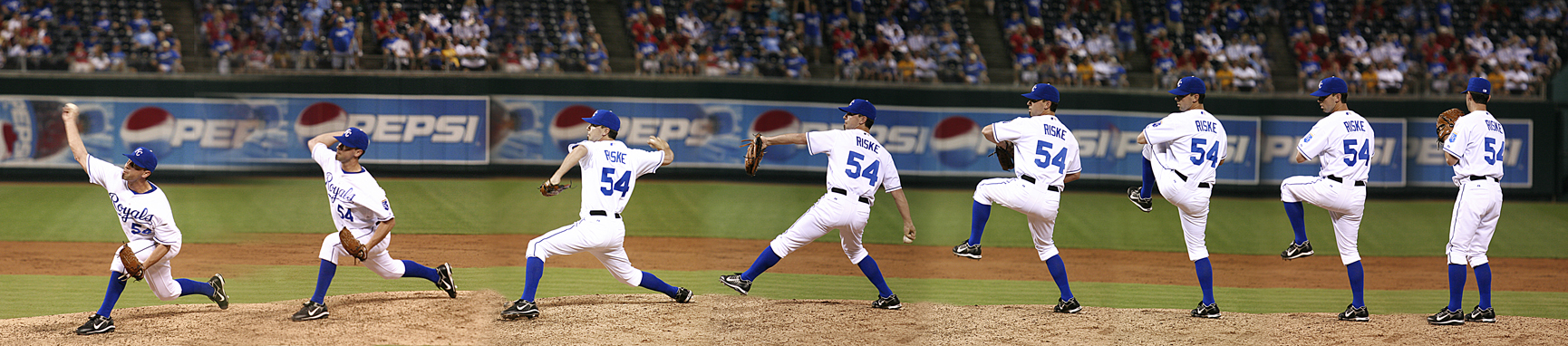
David Riske, nadhazovač Kansas City Royals

Kansas City Royals je profesionální baseballový klub z Major League Baseball, patřící do centrální divize American League.
Klub byl založen v roce 1969.
Za svou historii klub třikrát vyhrál American League (v letech 1980, 1985 a 2015), z toho dvakrát (1985 a 2015) i následující Světovou sérii.